# Ekwipotencjalizacja
Ekwipotencjalizacja (inaczej wyrównywanie potencjałów) — w inżynierii elektrycznej zabieg mający na celu zapobieganie powstawaniu niekontrolowanych różnic potencjałów w rozległych instalacjach elektrycznych, których źródłem są gromadzące się ładunki elektrostatyczne. 
Zgodnie z Polską Normą PN-IEC 61024-1:2001 ekwipotencjalizacja jest ważnym środkiem do zredukowania zagrożenia pożarowego i wybuchowego oraz zagrożenia życia w chronionej przestrzeni. Norma mówi, że ekwipotencjalizację można uzyskać przez zastosowanie przewodów wyrównawczych lub ograniczników przepięć, którymi połączone zostaną urządzenia piorunochronne, konstrukcja metalowa obiektu, instalacje metalowe, metalowe zewnętrzne części urządzeń oraz instalacje energetyczne i telekomunikacyjne w obrębie chronionego obiektu.
Ekwipotencjalizacja realizowana jest poprzez budowanie połączeń wyrównawczych o małej rezystancji własnej względem rezystancji obiektu. Ekwipotencjalizacja dotyczy części urządzeń i instalacji, które są wykonane z materiałów przewodzących, ale w normalnych warunkach nie przewodzą prądu. 
W celu ekwipotencjalizacji buduje się lokalne szyny wyrównawcze, które powinny być połączone jak najkrótszymi odcinkami z uziomem lub metalowymi elementami konstrukcji żelbetowych. W pętlach przewodów, które nie są połączone z szyną wyrównawczą, mogą powstawać niebezpieczne przepięcia.